# De Horsey Passage
De Horsey Passage is een zeestraat in het westen van Brits-Columbia in Canada.

## Geografie
De zeestraat ligt tussen Smith Island in het noordwesten en De Horsey Island in het zuidoosten. In het noorden verbindt de zeestraat de noordwestwaarts gaande Inverness Passage en de zuidoostwaarts gaande Eleanor Passage met de Marcus Passage in het zuiden.
Het waterlichaam ligt in de mariene ecoregio Noord-Amerikaans Pacifisch Fjordland.

## Geschiedenis
De zeestraat werd, net als De Horsey Island, vernoemd naar schout-bij-nacht Algernon Frederick Rous de Horsey, opperbevelhebber van het Pacific Station (de Stille Oceaanvloot van de Royal Navy) van 1876 tot 1879. Zijn vlaggenschip was HMS Shah met 26 kanonnen onder bevel van kapitein Bedford.